# 東京都財務局
東京都財務局（とうきょうとざいむきょく、英称：Tokyo Metropolitan Government Bureau of Finance）は、都の予算編成、公有財産の管理・総合調整や処分、契約、土地の取得、庁舎の維持管理、施設工事の進行促進・技術的支援等の事務を行う知事部局で、東京都では政策企画局や総務局と並ぶ官房系の局である。

## 事業所

### 経理部
東京都庁に於ける予決算、契約制度、電子調達、特定調達公告版の編集、公用車の取得・管理及び配車、 工事・造船及び修繕の請負契約、物品の買入契約、機械等の製造及び印刷その他の請負契約並びに委託契約に関する事務、請負契約、委託契約、物品買入契約に係る検査等の事務を行っている。

### 主計部
東京都議会及び東京都議会議会局等に関する事務、予算の総括、財政制度、財政計画、財政調査・報告、各局(本部)の予算調製、配当・執行監督、都債、民間資金利用の調整及び東京都宝くじの発行に関する事務を行っている。

### 財産運用部
公有財産及び国有財産についての火災保険及び建物共済、有価証券の管理・処分、土地収用、事業用不動産の取得、普通財産貸付料等の徴収、各局保有財産の有効活用支援及び国土交通省所管の国有財産の管理、公有財産の取得、管理・処分の総合調整、公有財産の運用に係る企画調整及び総合計画、行政財産等の実態調査及び適正管理及び有効活用の推進、普通財産の管理・処分及び管理の適正化推進、都有地及び譲受予定国有地等の実態調査・措置、土地・建物及び借地権等評価の算定・調整、地価公示、国土利用計画法に基づく基準地の設定・調査、測量及び公共用地等境界確定に関する事務を行っている。

### 建築保全部
建築物等の工事に係る進行促進及び連絡調整、建築物等の整備計画に関する調整及び保全に関する調整・指導、保全コールセンターの運営等の事務、建築物等の工事技術の標準化・調査・研究・総合調整及び建築物等の工事のコスト管理、東京都庁舎等の管理、有効活用に向けた企画調整、電話交換業務、東京都庁舎の保全計画、増改築、修繕、附帯設備の運営・保守等の事務、建築物等の工事に係る設計・監督に関する事務を行っている。

## 関連団体

### 事業協力団体[2]
- 東京都競馬株式会社
- 株式会社セントラルプラザ